# Tympallopatrum curvicostum
Tympallopatrum curvicostum är en skalbaggsart som beskrevs av Perkins 2004. Tympallopatrum curvicostum ingår i släktet Tympallopatrum och familjen vattenbrynsbaggar. Inga underarter finns listade i Catalogue of Life.